# Erwitte
Erwitte (Erwitteⓘ) ist eine Stadt in Nordrhein-Westfalen, Deutschland und gehört zum Kreis Soest.

## Geografie

### Geografische Lage
Erwitte liegt in Westfalen, etwa 8 km südlich von Lippstadt, 15 km östlich von Soest, ca. 60 km von Dortmund und 30 km westlich von Paderborn entfernt.
Der höchste Punkt befindet sich im südöstlichen Stadtgebiet auf 183,8 m ü. NN und der niedrigste nordwestlich des Ortsteils Böckum auf 75,5 m ü. NN.

### Geologie
Die Stadt liegt im Bereich der oberen Plänerkalk-Formation, der sog. Erwitte-Formation, die aus bis zu meterdicken gebankten, weißen bis grauen Mergelkalksteinen mit grauen dezimetermächtigen Mergel-Zwischenlagen besteht und die Grundlage für die lokale Zementindustrie bildet.

### Ausdehnung und Nutzung des Stadtgebietes
Die als „Größere Kleinstadt“ klassifizierte Stadt umfasst ein Gebiet von 89,41 Quadratkilometer. Die Ausdehnung des Stadtgebietes in Nord-Süd-Richtung beträgt rund sieben Kilometer, in Ost-West-Richtung 15,5 Kilometer. Der größte Teil des Stadtgebiets wird landwirtschaftlich genutzt.
| Fläche nach Nutzungsart | Gebäude-, Frei- und Betriebsfläche | Erholungs- und Friedhofs fläche | Verkehrs- fläche | Landwirt- schafts- fläche | Wald- fläche | Wasser- fläche | Moor, Heide, Unland | Abbau- land | Flächen anderer Nutzung |
| ----------------------- | ---------------------------------- | ------------------------------- | ---------------- | ------------------------- | ------------ | -------------- | ------------------- | ----------- | ----------------------- |
| Fläche in km²           | 7,96                               | 0,82                            | 4,86             | 70,7                      | 2,18         | 0,87           | 0,99                | 1,02        | 0,01                    |
| Anteil an Gesamtfläche  | 8,9 %                              | 0,9 %                           | 5,4 %            | 79,1 %                    | 2,4 %        | 1,0 %          | 1,1 %               | 1,1 %       | 0 %                     |

### Nachbargemeinden
Erwitte grenzt nördlich an die Stadt Lippstadt, östlich an die Stadt Geseke, südöstlich an die Stadt Rüthen, südlich an die Gemeinde Anröchte und westlich an die Gemeinde Bad Sassendorf.

### Stadtgliederung
Erwitte gliedert sich in 15 Stadtteile.
| Ortschaft                      | Einwohner | Fläche   | Ortsvorsteher/in                  |
| ------------------------------ | --------- | -------- | --------------------------------- |
| Bad Westernkotten              | 4.614     | 13,2 km² | Franz-Josef Schütte (CDU)         |
| Berenbrock                     | 0318      | 3,45 km² | Rita Ahle (CDU)                   |
| Böckum                         | 0233      |          | Ulrich du Mont (CDU)              |
| Ebbinghausen                   | 0211      |          | Teresa Klause-Deimel (CDU)        |
| Eikeloh                        | 0476      | 7,73 km² | Annemarie Altstädt (CDU)          |
| Erwitte                        | 6.670     |          | Kai Günther (CDU)                 |
| Horn-Millinghausen             | 0973      | 3,24 km² | Martin Jöring (SPD)               |
| Merklinghausen-Wiggeringhausen | 0149      |          | Andreas Lutterbüse (CDU)          |
| Norddorf                       | 0137      |          | Jürgen Werner (CDU)               |
| Schallern                      | 0315      | 3,55 km² | Bodo Tiggesmeier (CDU)            |
| Schmerlecke                    | 0656      |          | Mario Bußmann (SPD)               |
| Seringhausen                   | 0068      | 3,22 km² | Meinolf Hötte (SPD)               |
| Stirpe                         | 1.047     | 5,56 km² | Michael Andreas Peitz (CDU)       |
| Völlinghausen                  | 0750      | 7,73 km² | Hubert Hense (CDU)                |
| Weckinghausen                  | 0049      | 2,24 km² | Hubert Rickert-Schulte jun. (CDU) |

## Geschichte

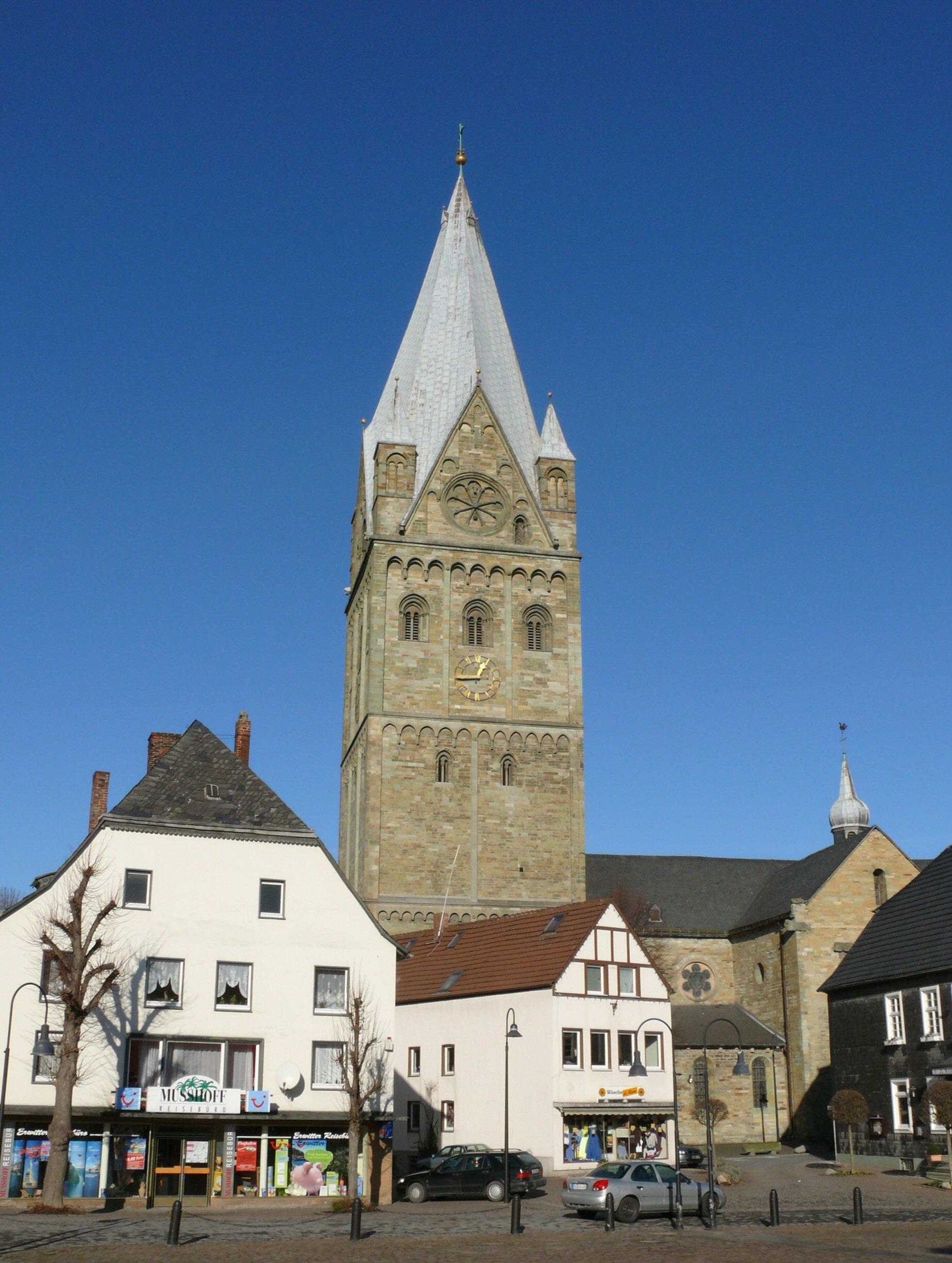
Sankt-Laurentius-Kirche

St. Laurentius Erwitte und die Stadtkirche St. Petri Geseke waren die einzigen Urpfarreien zwischen Soest und Paderborn. Durch die Überlieferung aus Corvey ist die Existenz des Ortes im 9. Jahrhundert belegt. 2021/23 wurden jedoch die Fundamente einer 30 Meter langen steinernen Kirche aus dem frühen 10. Jahrhundert östlich von Erwitte im Ortsteil Eikeloh freigelegt, die am Ort einer älteren Hofstelle errichtet worden war und wohl schon im 12. Jahrhundert abgebrochen wurde.
Der Ort Erwitte lag an einer Kreuzung des Hellwegs mit dem Lipperweg. Im Königshof Erwitte  waren mehrere Könige und Kaiser zu Gast. Insbesondere Heinrich I. weilte dort 935 und fertigte dort verschiedene Urkunden aus. König Heinrich II. schenkte Bischof Meinwerk von Paderborn einige Güter der Umgebung. Konrad II. schenkte dem Bistum Paderborn 1027 die Curia regis in Erwitte. Zum Königshof gehörte eine Kapelle. Diese war das älteste kirchliche Bauwerk der Umgebung. Die Pfarrrechte hatte indes die den Kölner Erzbischöfen unterstehende Laurentiuskirche. Diese wurde unter Erzbischof Sigewin von Are dem Patroklistift in Soest unterstellt.
Der Ort und die Umgebung waren im Mittelalter Sitz verschiedener bedeutender Adelsgeschlechter. Darunter waren auch die Herren von Erwitte. Zwar bestand schon 1027 ein Markt. Aber Erwitte hat sich im Mittelalter nicht zu einer Stadt im Rechtssinn entwickelt.
Die Kölner Erzbischöfe sind 1256 als Inhaber des örtlichen Gogerichts erstmals bezeugt. Erwitte war daher vielfach zwischen Köln und Paderborn umstritten. Im 17. Jahrhundert gelang es dem Adelsgeschlecht Landsberg zu Erwitte sowohl das kurkölnische Drostenamt Erwitte wie auch die Erbamtsmannschaft des Königshofsbezirk Erwitte-Westerkotten in einer Hand zu vereinen. Sie erbauten das Schloss Erwitte. Die Familie Droste zu Erwitte baute Haus Erwitte.
In der Zeit der Hexenverfolgungen um 1630 leitete Hexenkommissar Heinrich Schultheiß die Hexenprozesse in Erwitte.
1630 beschwerten sich die Westerkötter, dass „leider bey dieser inquisition, Exekution und Außrottung der Hexen viel zu nachsichtigh vergegangen werde“. Der Erwitter Pfarrer Jodocus Boget wurde 1630 wegen Hexerei auf dem Scheiterhaufen verbrannt.
Erst nachdem in den 1920er Jahren mit der Zementindustrie ein wirtschaftlicher Aufschwung einsetzte, wurde Erwitte 1936 zur Stadt erhoben.
Während der Zeit des Nationalsozialismus war in der Erwitter Burg eine Reichsschulungsburg der DAF und der NSDAP untergebracht. Am Ostersonntag, 1. April 1945, erschoss ein Angehöriger des Freikorps Sauerland acht sowjetische Zwangsarbeiter in Erwitte.
Von 1959 bis 1970 war Erwitte Standort des Flugabwehrraketen-Bataillons 21 (Fla Rak Btl 21) sowie der 2. Batterie des Bataillons. Untergebracht waren die Einheiten in der Burg Erwitte, dem Schloss des Ortes. 1970 erfolgte der Umzug nach Echtrop am Möhnesee.

### Eingemeindungen
Am 1. Januar 1975 wurde nach § 46 des Münster/Hamm-Gesetzes die bisherige Stadt Erwitte und die Gemeinden Bad Westernkotten, Berenbrock, Böckum, Ebbinghausen, Eikeloh, Horn-Millinghausen, Merklinghausen-Wiggeringhausen, Norddorf, Schallern, Schmerlecke, Seringhausen, Stirpe, Völlinghausen und Weckinghausen zu einer neuen Gemeinde zusammengeschlossen. Die Gemeinde erhielt den Namen Erwitte und das Recht, die Bezeichnung „Stadt“ zu führen. Das Amt Erwitte wurde aufgelöst. Rechtsnachfolgerin wurde die neugebildete Stadt Erwitte.

## Politik

### Gemeinderat
Die 34 Sitze im Gemeinderat verteilen sich seit der Kommunalwahl 2009 folgendermaßen auf die Gruppierungen:
|      | CDU | SPD | FDP | BG | Grüne |
| ---- | --- | --- | --- | -- | ----- |
| 2020 | 14  | 07  | 7   | 2  | 4     |
| 2014 | 13  | 11  | 7   | 3  | −     |
| 2009 | 12  | 10  | 9   | 3  | −     |
| 2004 | 14  | 10  | 8   | 2  | –     |
| 1999 | 17  | 11  | 6   | –  | –     |
| 1994 | 17  | 14  | 3   | –  | –     |
| 1989 | 15  | 16  | 3   | –  | –     |
| 1984 | 18  | 13  | 3   | –  | –     |
| 1979 | 18  | 13  | 3   | –  | –     |
| 1974 | 24  | 10  | –   | –  | –     |

### Bürgermeister
Zurzeit bekleidet das Amt des Bürgermeisters Hendrik Henneböhl.
| Nr. | Bild | Name (Lebensdaten)                  | Partei | Amtsantritt | Ende der Amtszeit |
| --- | ---- | ----------------------------------- | ------ | ----------- | ----------------- |
| 01  |      | Heinrich Maurer (1885–1965)         | CDU    | 1947        | 1952              |
| 02  |      | Heinrich Schmidt (1886–1964)        | SPD    | 1952        | 1956              |
| 03  |      | Heinrich Maurer (1885–1965)         | CDU    | 1956        | 1964              |
| 04  |      | Hans Rasche (1923–1994)             | CDU    | 1964        | 1979              |
| 05  |      | Franz Meier (1941–2022)             | CDU    | 1979        | 1984              |
| 06  |      | Heinz Schulte (1933–2003)           | CDU    | 1984        | 1989              |
| 07  |      | Franz-Josef Spiekermann (1935–2012) | SPD    | 1989        | 1991              |
| 08  |      | Franz Meier (1941–2022)             | CDU    | 1991        | 1997              |
| 09  |      | Wolfgang Fahle (1934)               | CDU    | 1997        | 2009              |
| 010 |      | Peter Wessel (1957)                 | CDU    | 2009        | 2020              |
| 11  |      | Hendrik Henneböhl (1988)            | CDU    | 2020        |                   |

### Wappen, Flagge und Siegel
Der Stadt Erwitte ist mit Urkunde des Regierungspräsidenten in Arnsberg vom 21. Dezember 1977 das Recht zur Führung eines Wappens verliehen worden (§ 3 Absatz 1 der Hauptsatzung), das nahezu identisch ist mit dem Wappen des ehemaligen Amtes Erwitte.
Wappenbeschreibung
„Von Gold und Rot gespalten. Vorn ein aufgerichteter roter, goldgekrönter Löwe, hinten ein schräglinkes goldenes hausmarkenähnliches Zeichen in Form einer mit einem Querbalken versehenen Wolfsangel.“
Bedeutung
Die Farben sind die des Klosters Corvey (erste urkundliche Erwähnung Erwittes), der Löwe entstammt dem Wappen der Ritter von Erwitte, das hausmarkenähnliche Zeichen wird als Sälzerhaken gedeutet und ist am Kirchturm der Johannes-Kirche in Bad Westernkotten angebracht.
Flagge und Banner
Der Stadt Erwitte ist ferner mit Urkunde des Regierungspräsidenten in Arnsberg vom
21. Dezember 1977 das Recht zur Führung einer Flagge und eines Banners verliehen worden (§ 3 Absatz 2 der Hauptsatzung).
„Beschreibung der Flagge:
 Von Gelb zu Rot im Verhältnis 1:1 längsgestreift, in der Mitte der Wappenschild der Stadt.
Beschreibung des Banners:
 Von Gelb zu Rot im Verhältnis 1:1 längsgestreift, in der Mitte der oberen Hälfte der Wappenschild der Stadt.“
Siegel
Durch Urkunde des Regierungspräsidenten in Arnsberg vom 21. Dezember 1977 ist der Stadt Erwitte außerdem das Recht zur Führung eines Dienstsiegels verliehen worden. (§ 3 Absatz 3 der Hauptsatzung)
„Siegelbeschreibung:
 Das Siegel zeigt den Wappenschild der Stadt und führt im Siegelrund in Großbuchstaben oben die Umschrift STADT, unten ERWITTE.“

### Städtepartnerschaft
Es besteht eine Partnerschaft mit der Stadt Aken in Sachsen-Anhalt.

## Kultur und Sehenswürdigkeiten

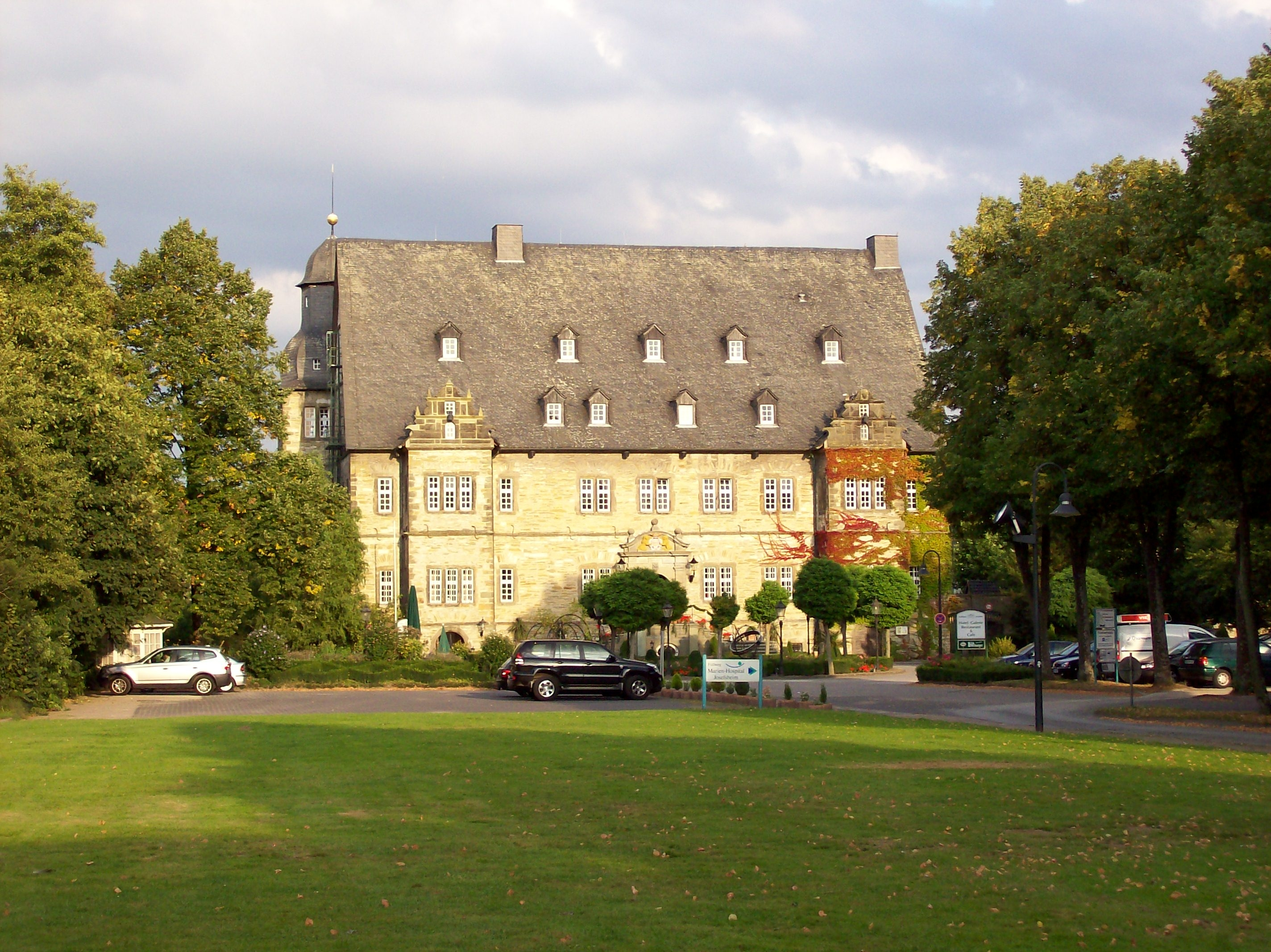
Schloss Erwitte

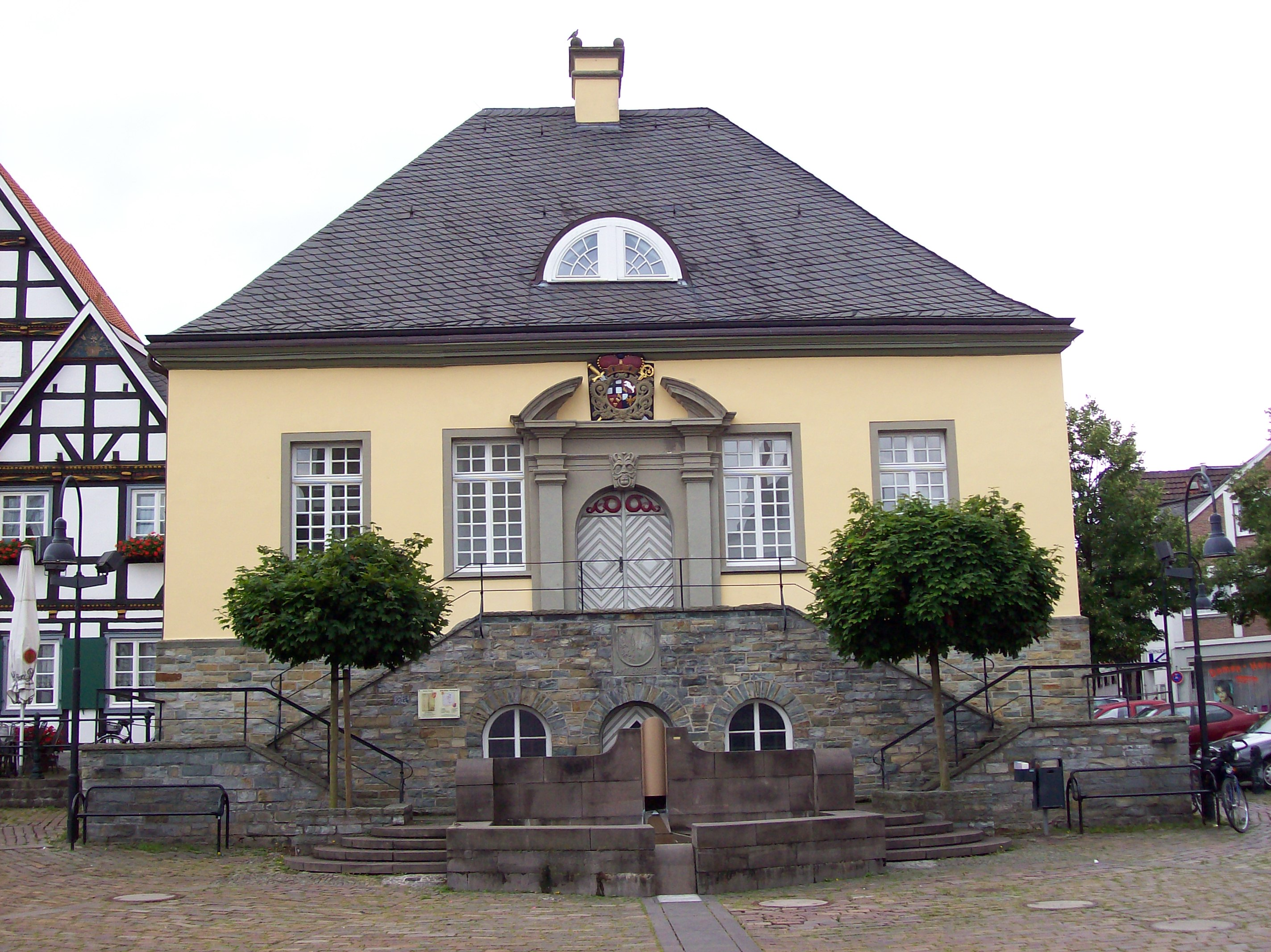
Altes Rathaus, ehemaliges Gogerichtsgebäude

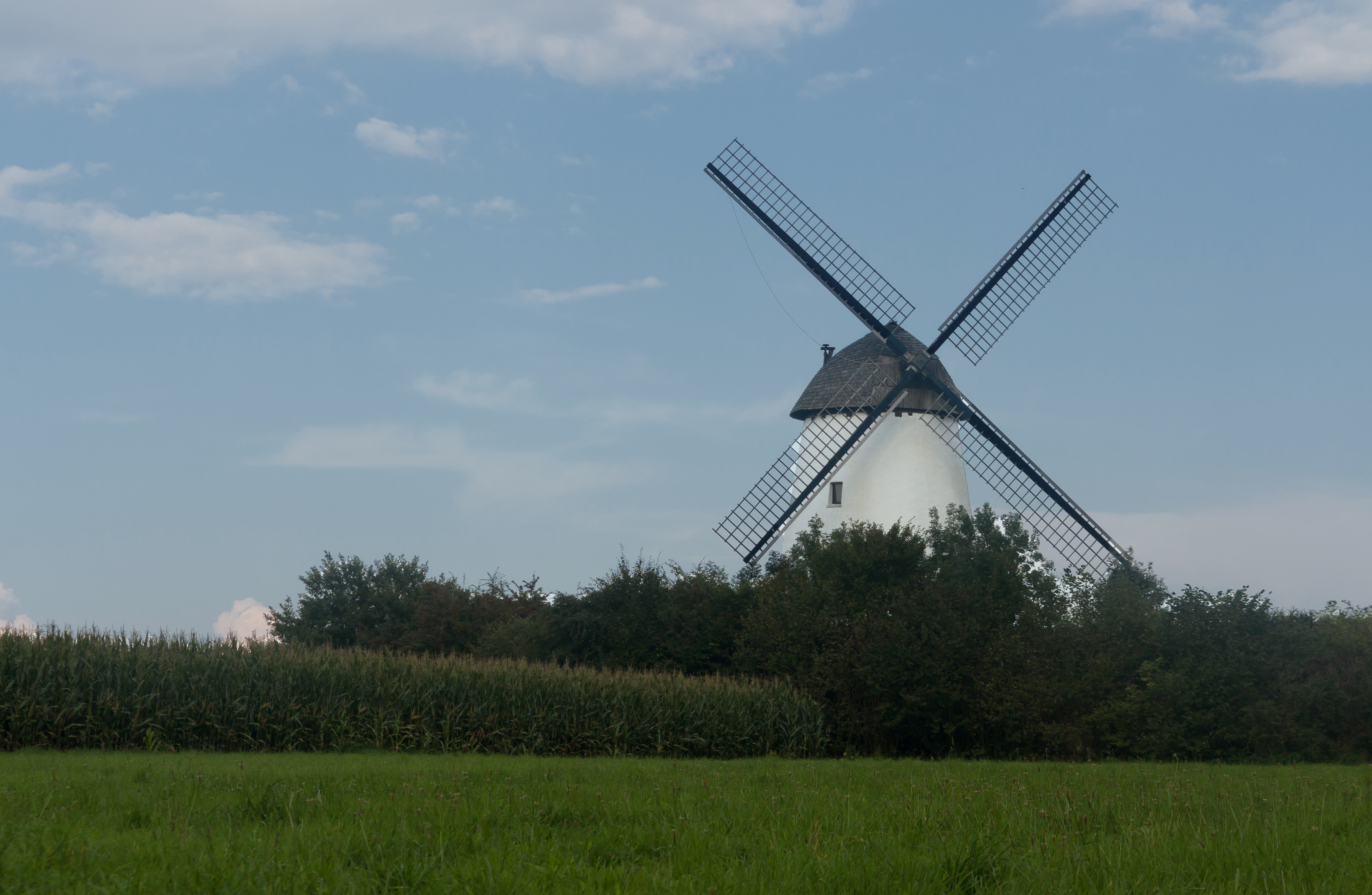
Windmühle in Schmerlecke

In Erwitte selbst und in den dazugehörenden Gemeinden gibt es zahlreiche Sehenswürdigkeiten. Dazu zählen unter anderem:
- Historische Rathaus
- Königshof aus der Zeit Karls des Großen
- Westfälischer Hellweg
- Schlossgelände mit Festhalle
- Laurentius-Kirche im romanischen Stil aus dem 9. Jh. mit hohem Turm
- Schloss Erwitte der Grafen von Landsberg
- Böllhoffhaus mit der Heimatstube
- Heimathof
- Gradierwerke und Wassermühle in Westernkotten
- Historische Windmühle in Schmerlecke (1831)
- Galerie Kontraste des Künstlerehepaars Evelyn und José Ocón (ebenfalls in Horn).
- Galeriegräber in Erwitte-Schmerlecke

### Gruppen und Vereine rund um die Musik
- Tambourkorps Musikverein Bad Westernkotten
- DJK Fanfarenzug Erwitte
- Erwitter Kinder- & Jugendchorwettbewerb
- GFF (Gesellschaft der Freunde und Förderer klassischer Konzerte in Erwitte)
- Hellwegmusikanten Erwitte e. V.
- Jagdhornbläsercorps Erwitte
- Kirchenchor Cäcilia
- Männergesangverein 1885 Erwitte e. V.
- Musikschule Erwitte
- Tambourcorps Erwitte 1906 e. V.
- Blasorchester Bad Westernkotten
- Vocalensemble Erwitte

### Parks
- Stadtpark[19] mit Schlossbad

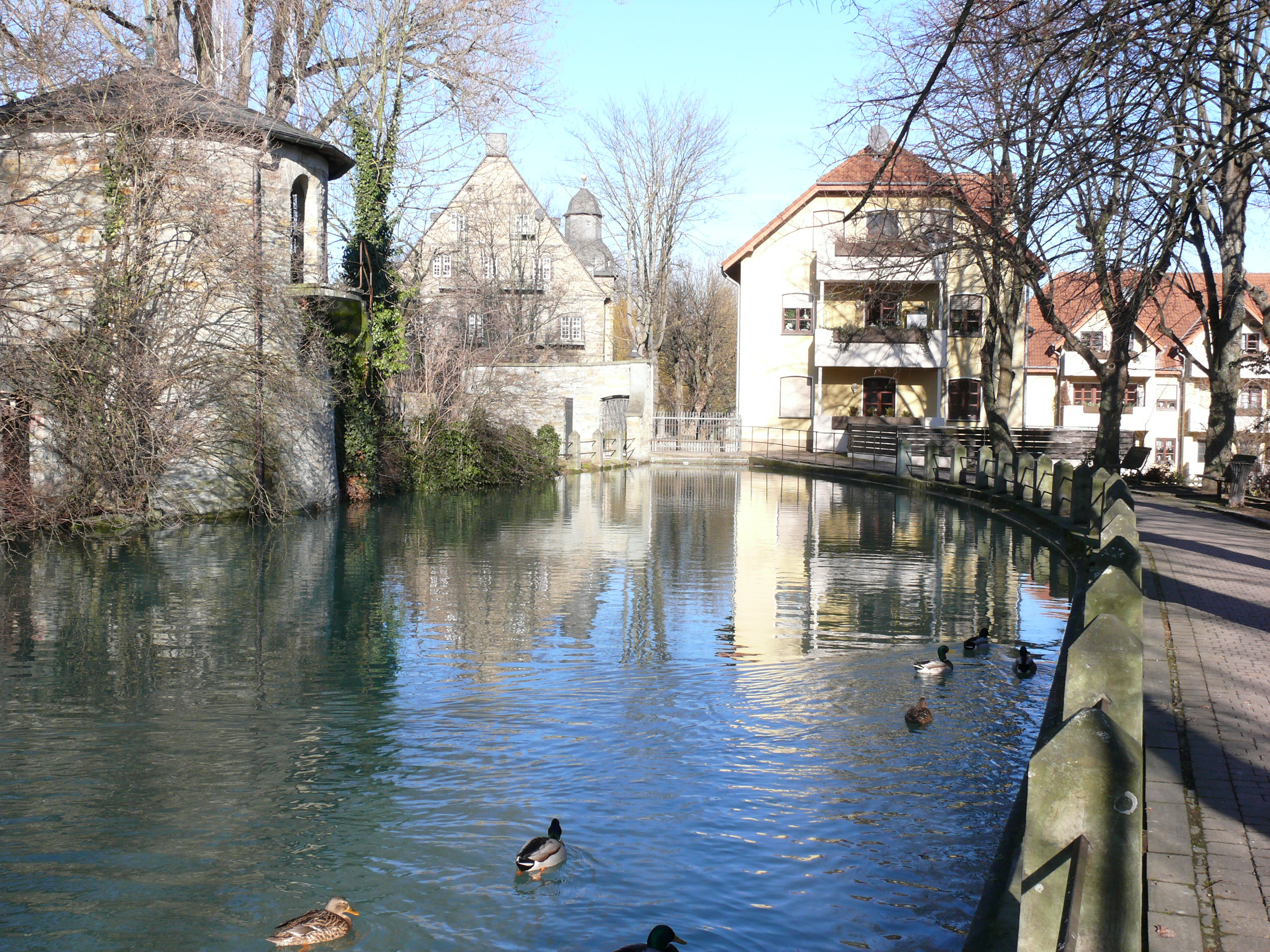
Am Schloss Erwitte

- Kurpark im Ortsteil Bad Westernkotten[20]

## Wirtschaft und Infrastruktur

### Verkehr
Erwitte liegt an der Bundesautobahn 44. Im Ort kreuzen sich die Bundesstraße 1 und die Bundesstraße 55.
Die durch Erwitte führende Bahnstrecke Münster–Warstein ist die Stammbahn der Westfälischen Landes-Eisenbahn und wird von dieser im Güterverkehr befahren. Der nächstgelegene Bahnhof für den Personenverkehr befindet sich in Lippstadt.
Der regionale Busverkehr erfolgt im Rahmen der Regionalverkehr Ruhr-Lippe GmbH.

### Ansässige Unternehmen
- Brand KG (brandgroup), Werk Erwitte, Hersteller von Federn und Drahtbiegeteilen
- Theodor Heimeier Metallwerk (IMI Hydronic Engineering), Hersteller von Heizungsarmaturen
- Schlüter Baumaschinen GmbH
- Spenner Zementwerk
- Thomas Zement GmbH & Co. KG
- Wittekind Zementwerk
- Hella Distribution
- Franz Bracht Kran-Vermietung
- Schäffer Maschinenfabrik GmbH
- Materialprüfungsamt NRW, Außenstelle Erwitte, Brandprüfstelle
- Volksbank Erwitte, Zweigniederlassung der Volksbank Beckum-Lippstadt
- BTM [Europe] Blechverbindungstechnik GmbH
- Lippstädter Transportbeton GmbH & Co. KG

### Bildung
- Erich-Kästner-Grundschule Erwitte
- Astrid-Lindgren-Grundschule Bad Westernkotten
- Cyriakus-Grundschule Horn-Millinghausen
- Städtisches Gymnasium Erwitte
- Sekundarschule Anröchte/Erwitte
- Lindenschule, Förderschule mit dem Förderschwerpunkt Sprache im Ortsteil Bad Westernkotten (Träger Kreis Soest)
- Musikschule Erwitte

## Persönlichkeiten

### Söhne und Töchter der Stadt
- Ferdinand von Erwitte (1628–1706), auf Schloss Ebbinghausen geborener Abt der Klöster Werden und Helmstedt
- Placidus von Droste (1641–1700), Fürstabt von Fulda
- Ferdinand Franz von Landsberg zu Erwitte (1643–1682), Domherr in Hildesheim, Münster und Osnabrück
- Friedrich Kreilmann (1719–1786), Abt des Klosters Grafschaft
- Edmund Rustige (1746–1816), letzter Abt des Klosters Grafschaft
- Joseph Dane (1813–1882), Jurist und Abgeordneter der preußischen Nationalversammlung
- Engelbert Pape (1827–1909), preußischer Beamter und Eisenbahndirektor
- Charles Nordhoff (1830–1901), Journalist
- Gerd Offenberg (1897–1987), Architekt und Baubeamter
- Friedrich Blumenröhr (* 1936), Jurist, Vorsitzender Richter am Bundesgerichtshof von 1992 bis 2001
- Hans Janke (1944–2022), Journalist und Medienmanager
- Anna Berkenbusch (* 1955), Designerin
- Ulrich Cyran (* 1956), Schauspieler und Dozent
- Christof Rasche (* 1962), Politiker (FDP), Abgeordneter im Landtag von Nordrhein-Westfalen
- Wolfgang Schäfers (* 1965), Inhaber des Lehrstuhls für Immobilienmanagement an der Universität Regensburg
- Heinrich Gersmeier (Spitzname: Schäfer Heinrich) (* 1966), Landwirt und Schlagersänger aus Völlinghausen
- Hans-Georg Kamann (* 1968), Rechtswissenschaftler
- René Schulthoff (* 1972), Journalist, Reporter und Redakteur
- Dagmar Tollwerth (* 1976), Schriftstellerin
- Marc Urbatsch (* 1976), Politiker (Bündnis 90/Die Grünen), Bundesschatzmeister der Partei, Mitglied des Abgeordnetenhauses von Berlin

### Personen, die mit dem Ort in Verbindung stehen
- Jodocus Boget († 1630), Erwitter Pfarrer, wegen Hexerei auf dem Scheiterhaufen verbrannt
- Franz Xaver Schulte (1833–1891), Pfarrer in Erwitte und Verfasser der „Geschichte des Kulturkampfes“ (1882)